# 黃馬褂

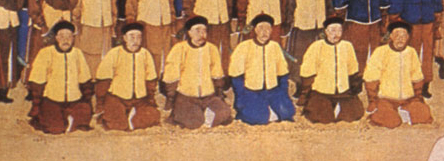
黃馬褂(圖)

黃馬褂是清朝的一種官方服飾。馬褂也是清朝官員制服的一種，設計上方便騎馬時穿著。馬褂的顏色和用料皆與穿著者的階級有關，當中黃色是皇帝的專用產色，只有皇帝近身的侍衛武士，或者獲皇帝特別賞賜者才可以穿著。能獲得賜穿黃馬褂代表著得到皇帝的寵信，是一種個人的榮耀。

## 規定
清朝官員的制服分為“朝服”、“常服”、“行服”和“雨服”幾種。當中行服是出外時所穿，而馬褂（亦稱為“行褂”）即行服的一種。馬褂的設計是為方便騎馬射箭，因此衣長只及股，袖長至肘。在馬褂之內還要再穿上大袍。根據清代官方規定，有三類人可以穿著淡黃色的黃馬褂：
- 行職褂子：第一類是皇帝出行時，各內大臣、御前大臣、御前侍衛等隨從，必須穿著黃色的馬褂以壯行色。這種黃馬褂稱之為“行職褂子”，沒有花紋及圖案，因職務而穿著，離開工作崗位，或者非與皇帝同行時便不能穿，無故穿上，可以治罪。

- 行圍褂子：第二類黃馬褂是皇帝狩獵校射時所賞賜的。清代的天子至咸豐帝為止，俱有每年狩獵的習慣。在皇帝圍獵、校射時表現出色，或者向皇帝獻獵物者，都可能得到皇帝賞賜黃馬褂。這種黃馬褂稱之為“行圍褂子”，按規定只有在跟隨皇帝狩獵時才可以穿著。平時無故穿上屬於犯禁忌，是可以被治罪的。

- 武功褂子：最後一種黃馬褂是因軍事功勛，或其他特別貢獻而得到獎賞。這種賞賜又稱“武功褂子”，得賞者可以在任何隆重的場合穿著；意義上才屬於一般人平時所說的“賜穿黃馬褂”。據考據，這種賞賜方式在清初並不盛行，一路至嘉慶年間都未見於史書；相信是在道光或咸豐以後才開始頻繁出現。到了太平天國起後更多見賞賜於對太平軍作戰有功者。而獲得賞賜者不單是有軍功的將軍，有時為皇家辦事得其歡心亦可能獲賞。清末時慈禧太后便曾賞賜為其開火車的司機黃馬褂一件。

## 現今
雖然帝制已被廢除百多年，但依據廣東話的使用習慣依然會使用「黃馬褂」一詞，其指是公司機構裡某些得到高層寵信的職員（或者是與某些高層有血緣關係的職員）的一個別稱。